# Friedrich Frevert

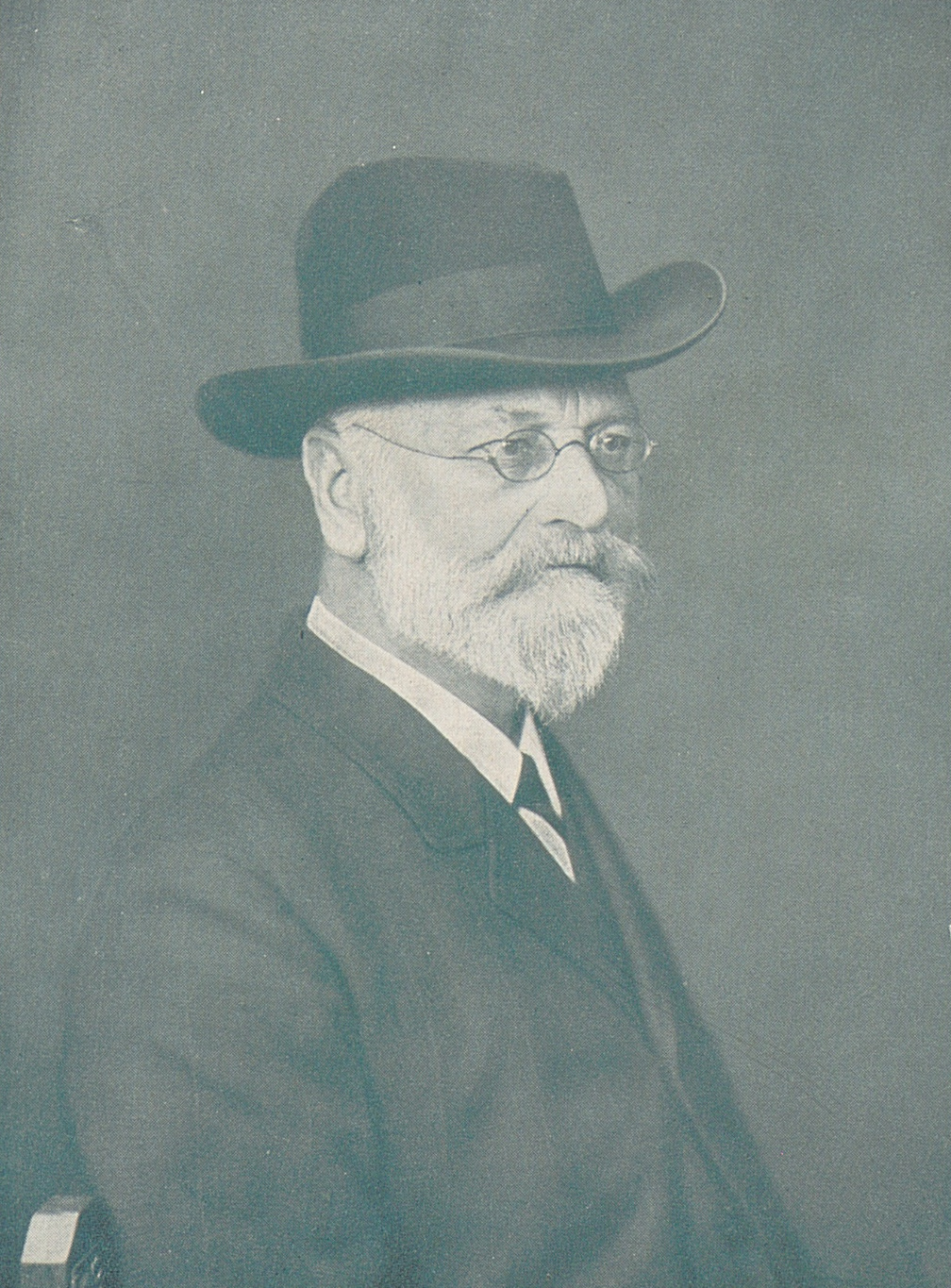
Friedrich Frevert

Johann Friedrich Frevert (* 1841 in Detmold, Fürstentum Lippe; † 1914) war ein deutscher Lehrer und Heimatdichter.

## Leben
Friedrich Frevert wurde als Sohn des Schriftsetzers Friedrich Heinrich Konrad Frevert aus Bösingfeld und dessen Frau Luise Henriette, geborene Gesterling, aus Eschede in Detmold geboren. Ab 1849 besuchte er dort das Gymnasium Leopoldinum und wurde 1853 in die zweite Realklasse versetzt. Frevert galt als „vielversprechender“ Schüler, „Aufmerksamkeit, Fleiß und Ordnungsliebe gereichten zur Zufriedenheit“ seiner Lehrer und sein Betragen wurde als „durchaus wohlanständig und gesittet“ benotet.
Im Herbst 1856 bewarb sich Frevert am lippischen Lehrerseminar, bestand die Aufnahmeprüfung mit dem Thema Das Gespräch Jesu mit der Samariterin am Jakobsbrunnen. Er legte 1859 sein Examen ab und war dann neun Jahre als „Neben- und Gehülfslehrer“ an verschiedenen Volksschulen in seiner Heimat tätig. Über eine Anstellung als ordentlicher Lehrer an der Gemeindeschule in Vegesack kam Frevert 1874 an die St.-Remberti-Schule in Bremen. Nach 54 Jahren im Schuldienst wurde er 1913 pensioniert.

## Werk
Freverts Werk umfasst Lieder, Gedichte und Geschichten zu seiner lippischen Heimat. Lieder komponierte er nicht, sondern schrieb neue Texte zu vorhandenen Melodien.

### Bücher (Auswahl)
Sein 1910 erschienenes „Wanderbuch für den heimattreuen Lipper“, Wandertage in der Heimat, beschrieb die Sehenswürdigkeiten wie das Tal der Berlebecke, den Donoper Teich, die Externsteine, die Ruine Falkenburg, das Heidental zwischen dem Bielstein und der Grotenburg, den Norderteich, die Senne, die Silbermühle sowie den Teutoburger Wald in Lied- und Gedichtform.
- Heimkehr. Erinnerungen an sein Elternhaus, seine Eltern und seine Kindheit
- Wandertage in der Heimat. Lieder und Gedichte mit dem Brustbilde des Verfassers und zahlreichen Landschaftsbildern nach Original-Aufnahmen von Fr. Frevert jr., F. Düstersiek und H. Schwanold.

### Lieder (Auswahl)
- Am Werrefluß auf grüner Au
- Der Heimat Höhen glänzen im Frühlingssonnenlicht (die Falkenburg)
- Mit frohem Liederklange zog ich durchs Lipperland
- Pfingsten ist es und aufs Neue (Pfingsten im Teutoburger Wald)